# Ваанская война
Ваанская война (арм. Վահանանց պատերազմ) — восстание в 481—484 годах на территории Армении против Сасанидского Ирана, связанное с нежеланием армянского населения принять зороастризм. Армянские, грузинские и агванские силы приняли участие в восстании. В Армении патриотические силы объединились вокруг Ваана Мамиконяна, сына брата Вардана Мамиконяна Хмаяка. В то время католикосом Армении был Гют, которого в 471 году вызвал персидский царь Пероз в суд и потребовал, чтобы Гют сменил вероисповедание. Гют отверг предложение по смене вероисповедания, вернулся в Армению и провел последние годы своей жизни в провинции Вананд. Его преемником стал Ованес I Мандакуни.
В то время Персия была вовлечена в войну против гуннов в Центральной Азии, поэтому Пероз предпочел скрытно обращать армян в зороастризм, так как открытая поддержка привела бы к новому восстанию, которому было невозможно противостоять в то время.
В Восточной Грузии царь Вахтанг Горгасал восстал против персов и убил сына Аршуши бдешха Вазгена, ставленника персидского царя, который также был зятем Вардана Мамиконяна. Вазген отрекся от христианства и принял зороастризм, а затем попытался заставить дочь Вартана Шушаник также отречься, однако Шушаник, пережив ряд трудностей, сохранила веру и приняла мученическую смерть. Она был канонизирована Грузинской Православной и Армянской Апостольской церквями.
Убийство Вазгена Вахтангом стало началом восстания. В 481 году армянские нахарары во главе с Вааном Мамиконяном собрались в провинции Ширак и решили восстать. Столкновения начались в Ахоре, Нерсехапате, Чармане и ряде других областей, в результате которых в 484 году в селе Нварсак между Арменией и Ираном был подписан договор. В результате договора персы наконец отказались от своего намерения обратить армян в зороастризм, а армянские князья получили внутреннюю автономию. В 485 году Ваан Мамиконян отправился в Тизбон и получил должности ишхана, а затем губернатора Армении.

## Предыстория

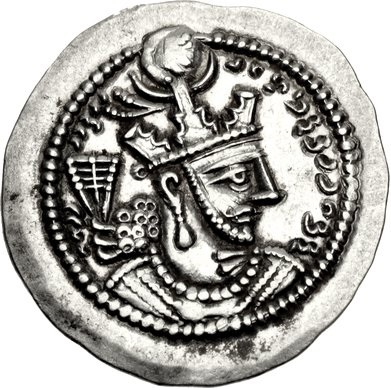
Шахиншах Йездегерд II на Сасанидской монете

После суда над участниками Варданской войны и после изгнания князей в 455 году шах Йездегерд II освободил печально известного бдехша Аршушу, которого держал в заложниках, но он не сразу вернулся в свой родной Гугарк, а попытался справиться с одной трудной задачей. Он подкупил ряд видных персов и попросил Йездегерда освободить трёх сыновей Вардана Мамиконяна, Амаяка Мамиконяна, Ваана, Васака и Арташеса. шах позволил ему взять трёх сыновей ишхана Мамиконяна с ним. Благодаря его усилиям два сына Аршавира Камсаракана, Нерсех и Храхат, были освобождены.
У Аршуши были дружеские отношения и с Мамиконянами, и с Камсараканами. Ашушан и Вардан Мамиконян были родственниками. Дочь Вардана, Шушаник, вышла замуж за Вазгена, сына Аршуши. Кроме того, сестрами была жена Амаяка Мамиконина Дзвик и жена Аршуши Анушврам. А зятем Вардана был Аршавир Камсаракан.
Область Гугарк являлась центром гавара Цуртавн, где жил Анушврами со своей женой Дзвик. Она заботилась о воспитании детей. Помимо троих детей, освобожденных из плена, у него также был маленький сын Вард, которого не смог пленить Васак Сюни. Он воспитал четырёх сыновей Мамиконяна, Ваана, Васака, Арташеса и Варда, а также двух сыновей Камсаракана, Нерсеса и Храхата. С детьми также обучался ученик по имени Лазар, который был из деревни Парпи.
Братья Мамиконяны получили не только умственное, но и физическое воспитание. Они были известны как успешные охотники, которые всегда возвращались из Лалвара с обильной добычей. Молодые люди прославились в нахарарскому кругу, и Сасанидская Персия внимательно следила за молодыми нахарарами, считая их опасными для государства .

### Деятельность католикоса Гюта
После смерти Католикоса Мовсеса католикосат занял католикос Гут, который был учеником Маштоца и принадлежал к Византийской партии Армении. Его становление католикосом было поражением для персов, и проигрышем шаха Пероза.
По словам Каганкатваци, католикос Гют написал письмо с поздравлениями и восхищениями католикосу Албании его успехом в борьбе против персидской армии.
Католикос Гют и Византинолюбы Армении вновь обратили свое внимание на религиозную Византию. Католикос написал письма Левону Макеллосу, который даже обещал помочь католикосу, но по разным причинам отложил выполнение своих обещаний. Гют предпринимал шаги по устранению системы конверсии. Его главным противником в этой области был Гадишо Хорхоруни, который, зная о шагах Гюта, немедленно отправился в Тизбон и пожаловался королю Перозу, что Гут вызвал служителей, которые приходили к нему и хотели обратить, но он убеждал их отказаться от принятия зороастризма. Он также рассказал об армяно-византийской связи.
Гют был вынужден пойти в Тизбон и представиться королю. Пероз допрашивал Гюта через Взатнспаса. Гют говорил о том, что не все ложно в истории Гадишо, но отрицал любой армяно-византийский военный союз. Однако Пероз скептически относится к тому, что он сказал, расстриг его и насильно запер во дворце. Некоторое время спустя Гют вернулся в Армению и провел последние годы своей жизни в провинции Вананд, а в 478 году погиб.

## Восстание

### Военные действия
Проперсидски настроенные в Армении неоднократно сообщали Перозу, что Ваан Мамиконян «не может не начать восстание». Поэтому Ваан Мамиконян поехал в Тизбон, представился королю, и принял зороастризм, чтобы избавиться от сомнений. Король Пероз вручил ему золотой титул, чтобы проверить его ещё. Ему помог сириец по имени Врив. Он немедленно передал персидскому двору, что Ваан собирает все золото, хранит его при себе, чтобы собрать новых союзников и начать восстание. Зная, что его предали, Ваан Мамиконян собрал все собранное золото и доставил его в персидский двор. Он сделал это, чтобы избавить Пероза от сомнений.
Допусти я настолько глуп, чтобы не заметить всю Арьятсую силу, начать восстание всеми силами, неимея даже одного личного повала и двух или трёх юношей-прислуг.

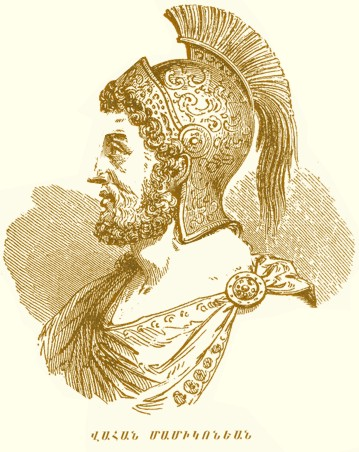
Ваан Мамиконян (автор: Н. Тестекул)

Он объяснил, что если он хочет восстать, зачем ему приносить столько золота и отдавать его Перозу. Пероз верит ему, но держит брата Ваана Варда в заложниках, и Ваан возвращается в Армению, чтобы продолжить свою деятельность на своём посту.
Внешние условия также способствовали восстанию. Между Перозом и Эфталитами произошла вражда, и Перозу пришлось вести войны в пустынях эфталитов, которые истощали персидскую армию. Пероз даже однажды попал в плен, и, чтобы уйти от плена, он оставил своего сына Кавата в заложниках у них на два года, а затем заплатил огромный выкуп, чтобы освободить его. Такое ослабление Персии способствовало началу восстания.
После Гюта Католикосат Армянской Апостольской Церкви перешел к Овану Мандакуни, который также продолжил свою деятельность как того хотел Гют.
В 481 году король Грузии Вахтанг убил Вазгена, сына Ашуша Бдешха, который был главой Гугарата и зятем Вардана Мамиконяна, который отказался от христианства и принял зороастризм. Это убийство стало причиной восстания, которое армяне решили начать в Шираке. Они поклялись, что никогда не предадут национальные заветы.
В строю поклявшихся были предатели. Предатель был из дома Аматуняц, нахарар по имени Варазшапух. Он все рассказал губернатору Армении Атрвшнапу Хогмандяну, который, опасаясь восстания, спасается бегством и находит убежище в городе-крепости Ани. Видя, что его преследует Ваан Мамиконян, он продолжал бежать, достиг Аракса и затем перешел в Атрпатакан. Во время погони за Атрвшнаспи армяне попали в руки Гадишо Хорхоруни, который был заместителем лидера проперсидских нахараров. Ваан Мамиконян его арестовал.
В Армении формируется новое королевство, состоявшее из восставших. Саакский Багратуни стал губернатором страны, а Ваан Мамиконян стал полководцем. Они намеревались сменить расположенное в Тайке убежище для слабого правительства, но Атрвшнаспом Атрпатакана собрал сброд войск и вторгался в Армению.

#### Битва при Акори

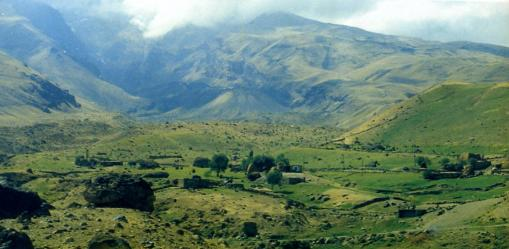
Панорама деревни Акори

Армия Атрвшнаспа состояла из 7000 солдат, а армянская армия 400. Ваан Мамиконян лично не руководил армией, а отправил своего брата Васака Мамиконяна. Они думали, что смогут достичь Аракса до того, как персы пересекут реку, чтобы армяне поодиночке уничтожили персов, но они опоздали, и персы пересекли реку без помех.
Васак Мамиконян понимал, что в открытом поле невозможно сражаться против армии, почти в 17 раз превышающей армянскую, поэтому он занял горную позицию — деревню Акори на склоне Масиса. Во время битвы Гаржил Хорхоруни его 100 человек встали на сторону персов. Однако остальные 300 бойцов не сдались. Лидерами этих 300 бойцов были Бабген Сюни, Васак Мамиконян и братья Камсаракан. Они напали на персидскую армию с такой скоростью, что рассеяли её. Несколько персидских дворян были убиты в бою, в том числе марзпан Атрвшнаспа и Гдихон Сюни, едва ли освободившиеся от рук Атома и Аростоми.
Аростом довел своего коня до Двина, чтобы сообщить хорошие новости армянскому миру, но увидел, что вся столица скорбит. Он узнал, что двое армянских персолюбов, Васак Аматуни и Варгош Гнтуни, прибыли раньше в Двин и сообщили Сааку Багратуни и Ваану Мамиконяну, что армянские князья потерпели ужасное поражение в Акори и что все видные армянские князья были убиты. Аростом достиг Двина и громко объявляет:
Победила армия святого креста, и всегда будет побеждать.
Скоро в Двин прибыли 300 солдат победоносного празднования.

#### Битва при Нерсехапате
Хотя армяне выиграли битву при Акори, но армянская сторона была очень дезорганизована. Они попросили помощи у грузинского короля Вахтанга Горгасала, которому напомнили о его обещании помощи от гуннов. Вахтанг отправил в Армению отряд в 300 человек, который менее чем через месяц был отозван. Ваан Мамиконян решил обратиться за помощью к князьям южных гаваров Армении, которые остались равнодушными к восстанию. Это были князья Арцруни, Андзеацайцов, Рштунятов и Мокацов, только двое из них согласились присоединиться к Ваану Мамиконяну: Ован Андзрацаци и Нерсех Ервандуни. Когда они двинулись в сторону Двина, на них напали Ован Мокаци и Сук Анджраци, которые полагались на численное преимущество, но потерпели поражение, и нахарары, присоединившиеся к восстанию, достигли Двина.
Весной 482 года персы сконцентрировали свои силы в провинциях Хер и Зараванд. В ответ на это Ваан Мамиконян сконцентрировал свои силы в Аварайрская долине недалеко от села Нерсхапат.
Битва происходила в мае. Ваан Мамиконян разделил армию на 3 части:
- Левый фланг, подчинялся Ваану, Нерсеху и Храхату Камсаракану.
- Центральный фланг, подчинялся марзпану Сааку Багратуни.
- Правый фланг, подчинялся Башгу Вахуни, помощниками которого были Бабген Сюни, Атом ГнунииПапак Палуни.

Персы напали и атаковали правый фланг армян и разогнали его. Командир решил вывести резервные войска и восстановить правый фланг. Он приказал Врену Ванандеци прикрыть правое крыло, но Врен попросил командира не полагаться на него. В то время Ваан Мамиконян, вместе с братьями Камсаракан, напал на персов и скрылся. Ход битвы изменился в пользу армян, и персидская армия в панике бежала. Победа оказалась на стороне армян. Радость армянской армии стала ещё больше, когда после битвы появляется брат полководца Вард Мамиконян, который был заложником в Персии. Ему удалось вырваться из плена.

#### Битва при Чармане

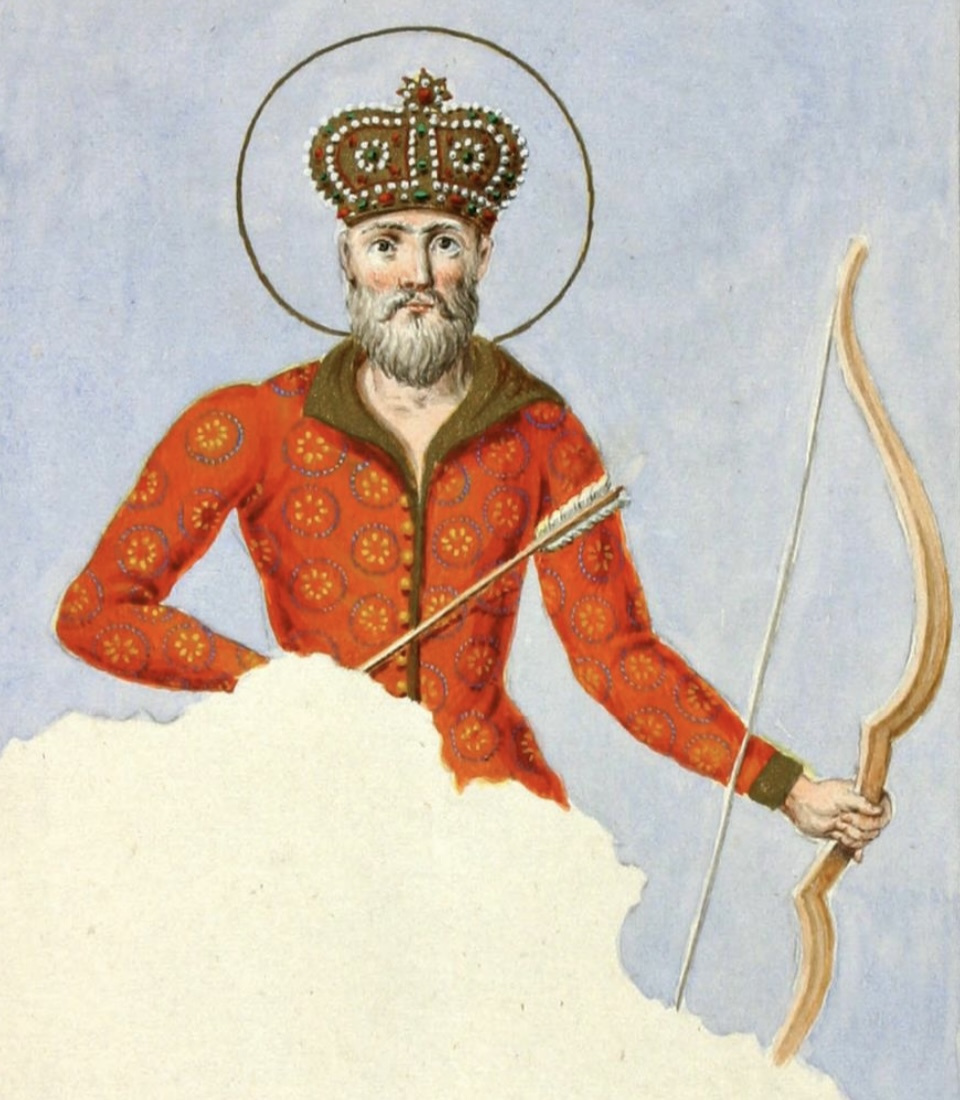
Вахтанг Горгасал

После битвы при Нерсехапате армянская армия двинулась в провинцию Цахкотн, в местность под названием Варшак Джермук. Во время оставшейся части армянской армии прибывает посланник грузинского Вахтанга Горгасала. Вахтанг сообщил, что в Грузию прибыло огромное количество персидских полков и, понимая, что он ничего не может сделать, он отошел к горам Гугарат, армяно-грузинской границе. Он попросил Ваана прийти ему на помощь и объявил, что он уже приказал гуннам прийти с сильным полком. Ваан Мамиконян не может отказать Вахтангу и идет ему на помощь. Вахтанг сообщил, что гунны будут здесь через несколько дней, но даже после долгого ожидания гунны не пришли.
В конце концов, персидский генерал Мигран привел и сосредоточил свои силы на берегах реки Куры на равнине Джармана, и армяно-грузинским силам пришлось бороться с ними. Вся грузинская армия находилась под командованием Ваана Мамиконяна. С первых ударов армяно-грузинской армии многие персидские войска бежали и пересекли реку Куры, но в этот момент начали дезертировать армяно-грузинские войска. В итоге марзпан Саак Багратуни и Васак Мамиконян были убиты в бою.  Во время битвы был взят в плен Храхат Камсаракан.

#### Дальнейший ход восстания
Ваан Мамиконян не вернулся в Двин, а уехал в деревню Мкнарин ашхара Тайк, где начинают собираться дезертировавшие солдаты. Вместе с Вааном в Армению приехал и Миран, персидский генерал, служивший в армии в деревне Ду в провинции Басен, а также привез с собой Храхата Камсаракана, которого он держал под большим наблюдением. Он пытается закончить восстание путем диалога, но получил приказ вернуться в Персию. Мигран взял с собой Хершата, брата Нерсеса Камсаракана. Нерсех преследовал Миграна и пытался похитить его брата. Ему это удалось, но Хазд Сюни остался с Миграном и был приговорен к смертной казни.
После отъезда Михран Ваан Мамиконян получает шанс вернуться в Центр Армении, где ему дают ложные сведения, и говорят, что на Чарманайском поле марзпан Смбат Васак Мамиконян не был убит, а лишь ранен, и теперь они отправили письмо и попросили помощника армии прийти в Вирк, чтобы взять с собой, поскольку если они вернутся одни, их могут убить. Ваан не поверил этому письму, но жены Васака и Саака умоляли его прислать отряд для их поиска, и он не смог отказать. Мушег Мамиконян взял большую часть армии и пришел в Вирк, чтобы найти «раненных» князей, но после долгих поисков он так и не нашёл их.

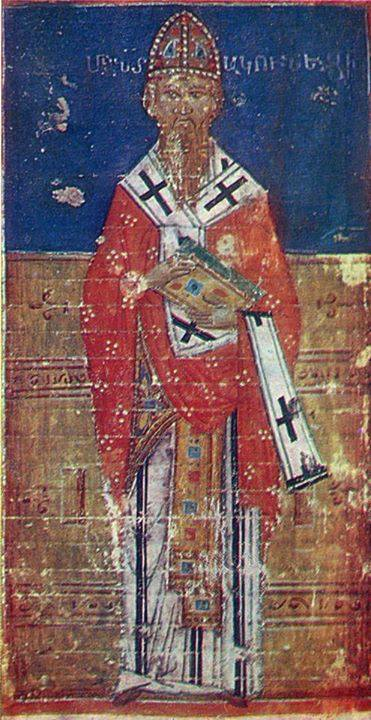
Католикос Ован Мандакуни

Проперсидская армянская сторона сообщает Зарми Хазаравухту в Атрпатакане, что в Армении остается лишь небольшая часть армии Ваана Мамиконяна, и Зармир, собрав большую армию, прибыл в Армению. Захмир расположен от Хосровакерта до деревни Джрвеж. Ваан Мамиконян находился в осаде, но и в этот раз он вышел из безнадежной ситуации, и с помощью резкой атаки ему удалось пробиться сквозь ряды врага и пересечь линию. Его сопровождал католикос Ован, который упал со своего коня и в полусмертельном состоянии едва мог сбежать и не попасть в руки врага. Два преданных ишхана Ваана, Ворди Димаксян и Каджадж Аматуни, были убиты во время столкновения. В это время Мушег Мамиконян возвращался из Грузии, и, увидев ситуацию, также распустил свою армию и отступил.
Ваан отступил к ашхарум Тайк и пересек границу с Византийской империей, но Хазаравухт не останавился. Хазаравухт думал, что с их помощью он может победить братьев Камсаракан, но он получил от Пероза приказ отправиться в Грузию, уничтожив Вахтанг и подавив восстание. Пероз назначил марзпаном Армении Шапура, который продолжил путь Хазаравухта и пытался помочь братьям Камсараканам, но даже эта личная трагедия сломила их национальный дух.
Ваан Мамиконян действовал в Западной Армении, и разделил персидскую армию неожиданными ночными набегами. Во время одного из этих горных сражений, в битве у Стяя, армянские повстанцы смогли убить Гдихона Сюни. Шапух решил вернуться в Двин и дождаться приказа Пероза. Он оставил жен братьев Камсаракан в крепости Бохберд и отправился в Двин, но по дороге срочный гонец пришел из Тизбона и сообщил, что король Пероз исчез во время очередной персидско-Эфалитской войны в июле 484 года, его дочь была взята в плен и попала в гарем короля Эфталитов. Персидская армия была полностью разбита, поэтому Шапух из Армении и Хазаравухт были немедленно отозваны из Грузии в Тизбон. Ваан Мамиконян свободно вернулся в Двин.

### Нварсакский договор
После смерти Пероза Зармир Хазаравухт сыграл важную роль в Персии, и смог заключить мир с Эфталитами и пообещал платить дань. При его поддержке Балаш стал царем Персии (Парпеци называл его Вагаршем, поэтому в истории Армении он известен под этим именем), который не стал инструментом в руках магов и мог решать проблемы со своими нерелигиозными подданными посредством мягкой политики. Было решено, что армян надо обольстить, выслушать их жалобы и отказаться от идеи насильственного распространения зороастризма.
В Армению отправилось большое посольство во главе с Нихором Вшнаспдатом под председательством Шапуха. По соображениям безопасности войска Атрпатакана и Зараванда были переданы командованию Нихора. Поскольку сын Пероза начал сражаться за трон против Вагарша, и было невозможно собрать войска с пустой казной, Вагарш хотел во что бы то ни стало помириться с армянами и сделать их своими союзниками. . Нихор отправляет делегацию в Двин, которая сообщает Ваану о намерениях Нихора о примирении с армянами. Армяне очень обрадовались, но они не ответили не сразу, а созвали совет, на котором решено представить следующие условия персам:
1. Позволить армянам свободно придерживаться христианство, не давать должностей и наград тем, кто принял зороастризм, убрать Храмы огня из Армении.
2. Назначать правителей не по прихотям царя, а по справедливости судить о хороших и плохих, годных и негодных, вознаграждать хорошее и презирать плохое.
3. Персы не должны вмешиваться во внутренние дела нахараров, персидский король не должен верить двуличным людям и проходимцам.

Ваан отправил эти условия персидской делегации и получил ответ, что Нихор согласен с условиями, и пригласил Ваана на личный визит. Ваан уехал в провинцию Артаз, но не забывает, что у него с персами много разногласий и требует заложников. Персы взяли в заложники в начале восстания Базена, правителя Атрпатакана, главнокомандующего Арменией Вехвехнамана и брата Миграна Нершапухи, а армяне взяли в заложники Нерсеха Камсаракана. Только после этих мер предосторожности Ваан отправился в гости. Его сопровождал большой отряд, в котором, приближаясь к персидскому лагерю, звучали военные деньги, что вызывало смятение в персидских рядах. Нихор посылает человека к Ваану, чтобы он знал, что только персидские командиры могут звенеть деньгами, вступая в персидскую армию. Ваан говорит, что сама процедура очень хорошо известна, но поскольку он не подчиняется порядкам персов, он может делать все что хочет.
Переговоры длились несколько дней, в течение которых Нихор постоянно льстил князю Мамиконяну, и Ваану удалось отомстить про-персидским нахарарам. Ваан требует, чтобы они не принимали участие в ужине, а просто были зрителями.
В конце концов, персы также выдвинули свои условия. Им нужна была армянская кавалерия (айрудзи), чтобы выиграть междоусобные войны. Ваан выполнил это условие сразу после возвращения в Двин. Врен Ванандеци назначен главой кавалерии, отправляющейся в Персию, и его помощник Григор, сын покойного Васака Мамиконяна. С помощью этого отряда Вагарш смог выиграть междоусобицы, захватить Заре и убить его на площади.
В итоге Нварсакское соглашение не принесло никаких политических изменений для марзпанской Армении, так как была восстановлена старая политическая ситуация.

## Ваан Мамиконян на посту губернатора Армении

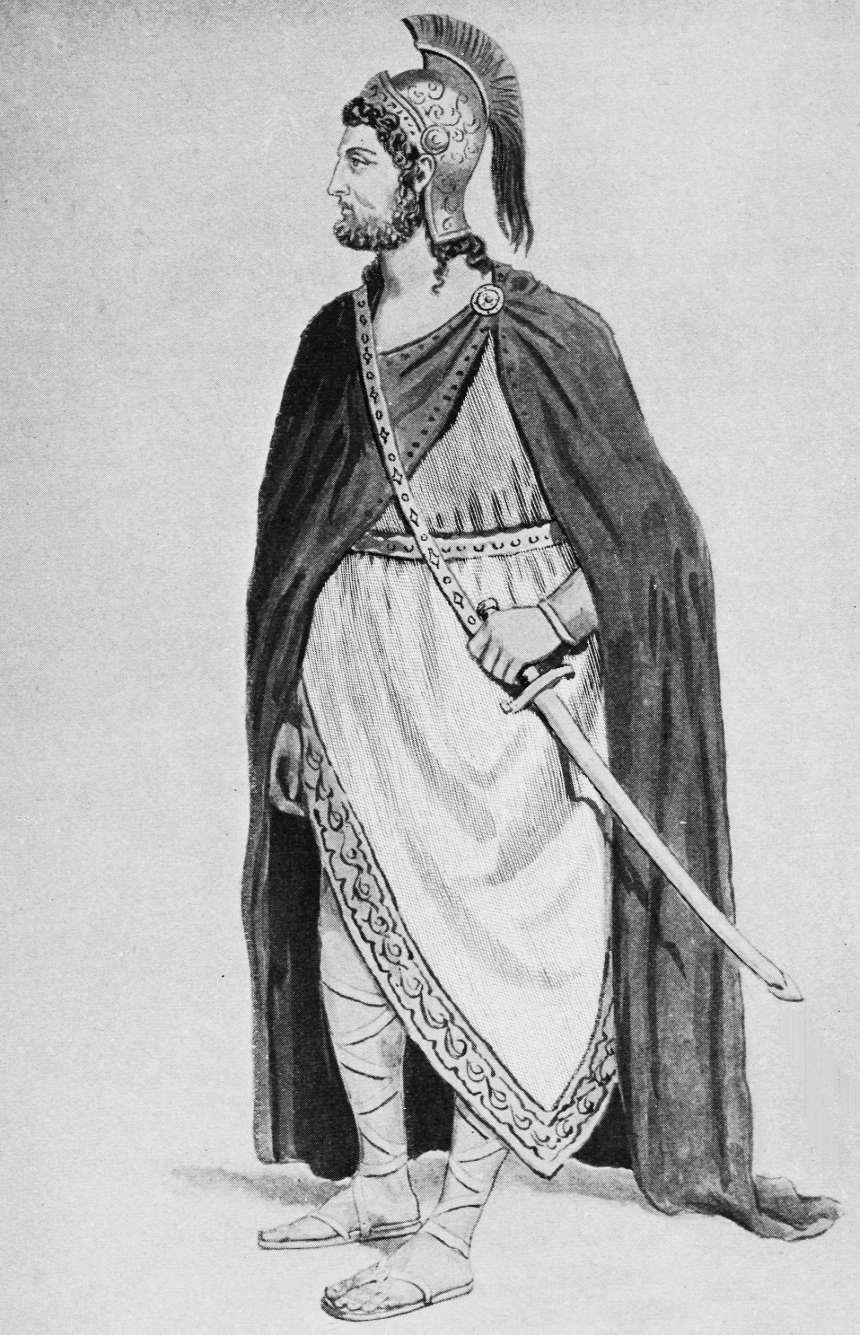
Губернатор Армении Ваан Мамиконян

В 485 году, когда армянская кавалерия вернулась в Армению с полным выполнением задачи, Ваан Мамиконян отправился в Тизбон, чтобы получить должности армянского полководца и должности, принадлежащие династии Мамиконянов. Вагарш снова принял соглашения, достигнутые в Нварсаке, и делает дружеский прием Ваану. Главой семьи Камсаракан становится Нерсех, но король не принял посредничество для Арцруни, заявляя, что им ещё предстоит доказать свою верность царю. Персидский чиновник по имени Андека был назначен губернатором Армении.
Ваан Мамиконян вернулся в Армению и с большим почетом въехал в столицу Двин. Овхан Мандакуни приветствует известного армянского генерала, который восстановил честь армянского народа, которая была нарушена со времен Аварайрской битвы. Андского губернатора вскоре уволили, так как содержание его гарема связано с серьёзными расходами. Ваан Мамиконян был назначен губернатором Армении по специальному документу, и Вагарш рассуждал, что местный губернатор лучше знал внутреннюю жизнь, поведение и нравы страны, а персы должны были потратить много лет, чтобы понять это.
Ваан был назначен губернатором в 486 году, и это событие отмечалось с большой помпой. Торжества проходили в соборе Двина, где Ваан отправился на носилках на двух мулах, называемых Преображенским[уточнить]. Католикос Ован Мандакуни произнес длинную речь, которая полностью цитируется Парпеци. После этого имя Ваана Мамиконяна не упоминается.

## Последствия
После восстания персы официально отказались от намерения насильственного обращения армян. Армянские князья получили патриархат своих семей, и старый нахарараский порядок был восстановлен. Ваанское восстание сыграло очень важную роль в создании и поддержании внутренней автономии Армении.